# Adenotomie
Adenotomie je chirurgický výkon, při kterém se odstraňuje adenoidní vegetace (nosohltanová mandle, též nosní mandle). Provádí se z různých důvodů, obvykle kvůli ztíženému dýchání nosem, chronickým infekcím nebo bolestem v uších. Jde o velmi častý zákrok. Většinou se provádí ambulantně v celkové anestezii. Pooperační bolestivost bývá obecně minimální a lze jí předcházet dostatkem studeného jídla – mléčným výrobkům (např. zmrzlině) by se však měl pacient vyhýbat, protože potahují sliznici a provokují produkci hlenu, který může komplikovat hojení. Výkon se někdy případně kombinuje s tonzilektomií. Doba zotavení po zákroku se pohybuje od několika hodin do dvou až tří dnů (s věkem se však doba zotavení prodlužuje).
Adenotomie se většinou neprovádí u dětí ve věku od 1 do 6 let[zdroj?], protože nosohltanová mandle je aktivně zapojena do imunitního systému. V dospělosti tato tkáň pozbývá významu.
Adenotomie je indikována vždy, kdy odstranění zbytnělé tkáně v nosohltanu je pro organismus výhodnější, než následky z ponechání. Provádí se i u malých dětí a není důvod ponechat ji i ve věku 1 roku, pokud působí zdravotní potíže – opakované záněty v oblasti nosu, nosohltanu, středouší, obstrukce nosohltanu a nutnost dýchání ústy se všemi dalšími důsledky.